# Associação Concordiense de Basquetebol
A Associação Concordiense de Basquetebol é uma equipe de basquetebol da cidade de Concórdia, Santa Catarina que disputa o Campeonato Catarinense de Basquete, competição organizada pela FCB. A equipe que disputou o Catarinense de 2016 chamou-se ACOB/SENAC/FMEC/APAB/Passarela por razões de patrocinadores

## Arena
A equipe manda seus jogos no Ginásio de Esportes Ivo Silveira, que comporta aproximadamente 1.000 pessoas.

## Desempenho por temporadas
| Temporada | Nível | Estadual    | Pos. | Pós Temporada  | TR  | PL  | Nacional | Nacional |
| --------- | ----- | ----------- | ---- | -------------- | --- | --- | -------- | -------- |
| 2014      | 1     | Catarinense | 4º   | Semifinalista  | 5-3 | 0-2 | –        | –        |
| 2015      | 1     | Catarinense | 4º   | Final Four     | 7-3 | 0-2 | –        | –        |
| 2016      | 1     | Catarinense | 4º   | Fase Semifinal | 8-4 | 0-2 | –        | –        |
| 2017      | -     | -           | -    | -              |     |     |          |          |